# Hans-Otto Schumacher
Hans-Otto Schumacher (ur. 17 lutego 1950 w Grevenbroich, zm. 10 lipca 2024) – niemiecki kajakarz górski, kanadyjkarz. Srebrny medalista olimpijski z Monachium.
Reprezentował barwy RFN. Zawody w 1972 były jego jedynymi igrzyskami olimpijskimi (dyscyplina w  tym roku debiutowała w programie igrzysk i ponownie pojawiła się dopiero 20 lat później). Medal zdobył w kanadyjkowej dwójce, partnerował mu Wilhelm Baues. Na mistrzostwach świata zdobył dwa medale w1973, zwyciężając w drużynie oraz sięgając po brąz w dwójce.